# 187 (عدد)
187 هو عدد صحيح. طبيعي بين 186 و188

## في الرياضيات

### خصائص
- 187عدد فردي
- 187عدد ناقص